# Blandine Metala
Blandine Metala Epanga (Obala, 28 de julio de 1986) es una deportista camerunesa que compite en lucha libre. Ganó una medalla de bronce en los 2015. Ha ganado tres medallas en el Campeonato Africano de Lucha entre los años 2014 y 2016.
Obtuvo una medalla de bronce en los Juegos de la Mancomunidad en 2014.

## Palmarés internacional
| Juegos Panafricanos       | Juegos Panafricanos               | Juegos Panafricanos | Juegos Panafricanos |
| Año                       | Lugar                             | Medalla             | Categoría           |
| ------------------------- | --------------------------------- | ------------------- | ------------------- |
| 2015                      | Brazzaville (República del Congo) | Medalla de bronce   | 69 kg               |
| Campeonato Africano       |                                   |                     |                     |
| Año                       | Lugar                             | Medalla             | Categoría           |
| 2014                      | Túnez (Túnez)                     | Medalla de plata    | 63 kg               |
| 2015                      | Alejandría (Egipto)               | Medalla de plata    | 69 kg               |
| 2016                      | Alejandría (Egipto)               | Medalla de bronce   | 69 kg               |
| Juegos de la Mancomunidad |                                   |                     |                     |
| Año                       | Lugar                             | Medalla             | Categoría           |
| 2014                      | Glasgow ()                        | Medalla de bronce   | 63 kg               |